# وزارة المالية (بولندا)
وزارة المالية البولندية (بالبولندية: Ministerstwo Finansów)‏ هي جزء من حكومة بولندا. من بين صلاحياتها ومسؤولياتها وضع الميزانية الوطنية والتعامل مع الضرائب وتمويل الحكومات المحلية ذاتية الحكم والقضايا المتعلقة بالدين العام.

## وصلات خارجية
- وزارة المالية بجمهورية بولندا